# Дубівка (притока Саланти)
Дубівка (пол. Dubówka)  — річка в Литві, у Тельшяйському й Клайпедському повітах на Жемайтії. Ліва притока Саланти (лит. Salanta) (басейн Балтійського моря).

## Опис
Довжина річки приблмзно 10 км, найкоротша відстань між витоко і гирлом — 6,78 км, коефіцієнт звивості — 1,48.

## Розташування
Бере початок на південно-західній стороіі від Гунталішкі (лит. Gintališkė). Спочатку тече на південний захід, потім переважно на північний захід через Жейме (лит. Žeimiai), Лайле (лит. Laiviai) . Біля міста Салантай (лит. Salantai) впадає у річку Саланту, праву притоку Мінії. Біля гирла річки знаходиться туристична пам'ятка Курган Лайли (лит. Laivių piliakalnis). На лівому березі річки розташована Музей-садиба Орвідасів (лит. Orvidų sodyba).